# الیسن تی۵۶
الیسن تی۵۶ (به انگلیسی: Allison T56) یک موتور هواگرد ساختِ کارخانهٔ الیسن انجین در کشور ایالات متحده آمریکا است.